# Massenpanik im Nationalstadion Peru 1964

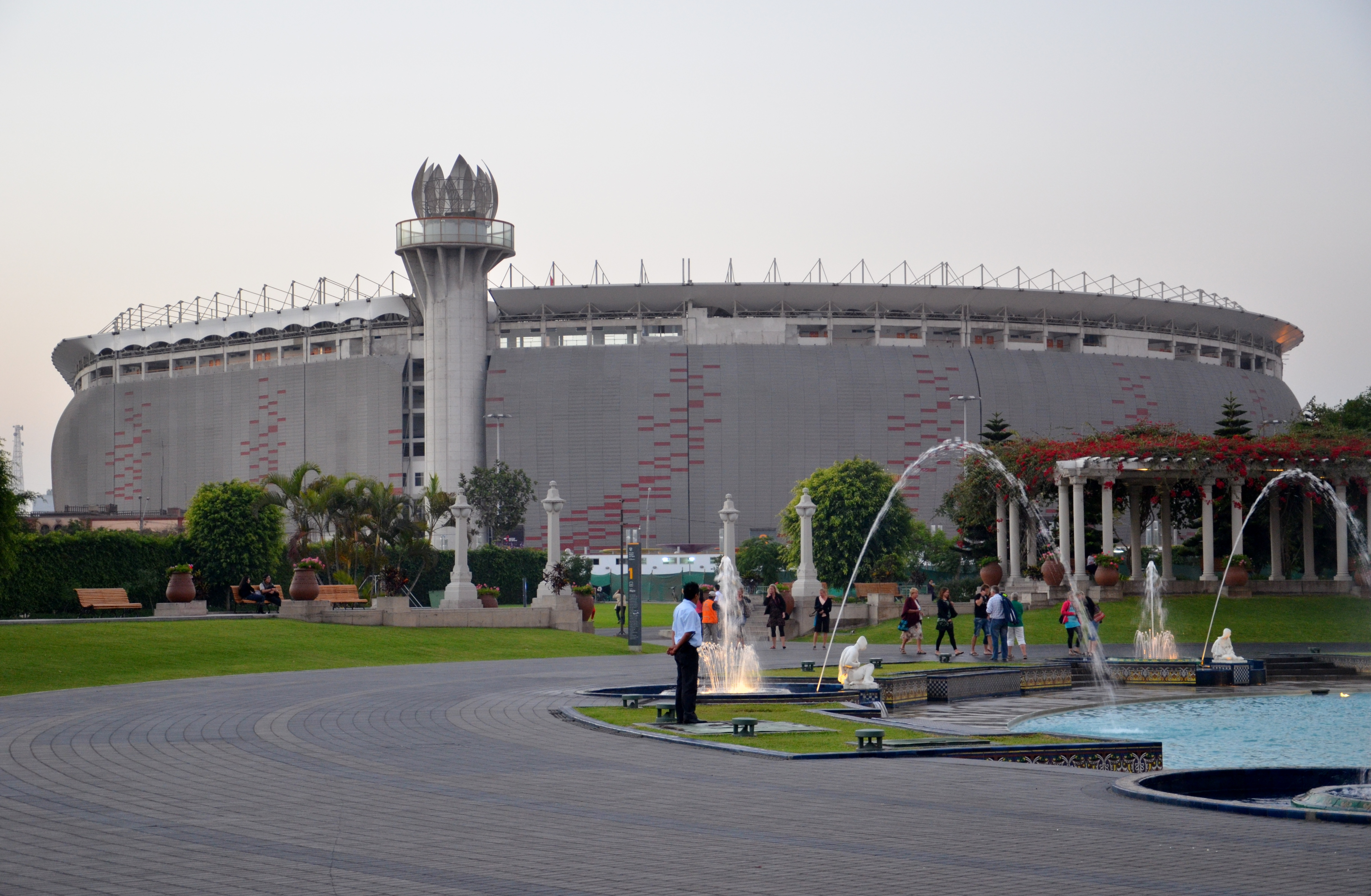
Das Estadio Nacional

Die Massenpanik im Nationalstadion von Peru, auch bekannt als Fußball-Tumulte von Lima, ereignete sich am 24. Mai 1964 beim Olympia-Qualifikationsspiel zwischen den Fußballnationalmannschaften von Peru und Argentinien. Sie ist mit knapp 350 Toten und zwischen 500 und 1000 Verletzten das verheerendste Unglück in der Geschichte des Fußballs, die größte Stadionkatastrophe und eine der größten Katastrophen des modernen Sports. In der Folge kam es landesweit zu gewalttätigen Ausschreitungen und Protesten, woraufhin die peruanische Regierung den Ausnahmezustand ausrief. Spätere Aufarbeitungen ergaben, dass hauptverantwortlich für die Massenpanik ein falscher Einsatzbefehl der Polizei gewesen war.

## Hintergrund
Das Spiel im Estadio Nacional in der peruanischen Hauptstadt Lima war für die peruanische Mannschaft von großer Bedeutung, da Argentinien bereits sicher für die Endrunde der Olympischen Spiele in Tokio qualifiziert war und Peru bei einem Sieg oder Remis in der CONMEBOL-Tabelle an Brasilien vorbeigezogen wäre. Zwischen 45.000 und 53.000 Zuschauer verfolgten das Spiel im ausverkauften Stadion, das bei seiner Errichtung noch als „sicherste Sportarena Südamerikas“ bezeichnet wurde. Aufgrund des großen Andrangs und um unbefugten Zutritt zu unterbinden, wurden vor Spielbeginn die Stadiontore verschlossen.

## Verlauf
Argentinien führte seit dem 1:0 durch Néstor Manfredi in der 60. Spielminute, als sechs Minuten vor Spielende (laut anderer Quelle zwei Minuten) Perus vermeintlicher Ausgleich durch Víctor Lobatón vom uruguayischen Schiedsrichter Ángel Eduardo Paros aberkannt wurde, der ein Foulspiel gesehen hatte. Diese Entscheidung versetzte die Heimfans so in Aufruhr, dass Gegenstände von den Tribünen geworfen und Schutzzäune heruntergerissen wurden. Zwei Zuschauer liefen auf das Spielfeld in Richtung des Schiedsrichters, ehe sie von Polizisten brutal gestoppt und abtransportiert wurden. Zusammen mit dem nun verkündeten Spielabbruch heizte dies die Stimmung zusätzlich auf und führte zu einem Platzsturm. Um weitere Fans am Eindringen auf den Rasen zu hindern, setzte die Policía Nacional del Perú Tränengas und Polizeihunde ein, während die Mannschaften in die Kabinen eskortiert und mit Bussen in Sicherheit gebracht wurden. Die Gaswolken sorgten für eine Massenpanik und fluchtartige Bewegungen zum Spielfeld und zu den Ausgängen.
Die Tunnel des Stadions, die die Sitzplatzbereiche über mehrere Treppen mit dem Außenbereich verbanden, waren nicht mit üblichen Stahl-, sondern mit Wellblechtoren versehen. Durch die sich treppenabwärts bewegende Menschenmasse wurden Zuschauer am Tunnelende an Wände und Tore gedrückt. Da die Wellblechtore sich nur nach innen öffnen ließen, konnten außerhalb des Stadions befindliche Fans diese nach Ausbruch der Panik nicht öffnen. Dem immensen Druck gaben die Tore schließlich dennoch nach. Im Stadionumfeld kam es zu gewalttätigen Auseinandersetzungen mit dem bewaffneten Polizeiaufgebot, in deren Folge auch Schüsse abgefeuert wurden.
Die meisten Todesfälle ereigneten sich auf den Treppen und in den Tunnels, meist durch innere Blutung oder Asphyxie. Verschiedene Quellen sprechen von 318, 328, 340, 350, über 400 oder gar über 500 Toten. Mindestens vier Personen starben durch Schüsse der Polizei, was laut BBC bewusst verschwiegen worden sein soll. Zwei der Getöteten waren Polizeibeamte. Zwischen 500 und 1000 Personen wurden teils schwer verletzt. Für die offiziellen Opferangaben wurden nur die im Stadion verunglückten Personen berücksichtigt, weshalb auch höhere Zahlen kursierten.

## Folgen
Als die Tragödie bekannt wurde, kam es in der Stadt zu Ausschreitungen. Wütende Fans beschädigten im Stadionumfeld sowie im Stadtzentrum Fahrzeuge, randalierten auf privaten Grundstücken, plünderten Geschäfte und setzten Gebäude in Brand. Große Menschenmassen demonstrierten anschließend vor dem Palast von Präsident Fernando Belaúnde Terry gegen Polizeigewalt oder forderten andernorts Rache. Die politische Opposition kritisierte den Einsatz der Polizei scharf. Die Regierung sah sich schließlich gezwungen, das peruanische Militär zu entsenden, um die Ordnung wiederherzustellen und eine Ausgangssperre zu verhängen. Landesweit wurden ein einmonatiger Ausnahmezustand sowie eine siebentägige Staatstrauer ausgerufen, zudem teilte die Regierung mit, für sämtliche Bestattungskosten aufzukommen.
In den Jahren unmittelbar nach dem Unglück wurde häufig noch Gewalt unter den Zuschauern als Auslöser für die Massenpanik genannt und sogar eine Verbindung zum Hooliganismus hergestellt. Erst spätere Aufarbeitungen haben ergeben, dass die Verantwortung für die Massenpanik beim Tränengaseinsatz der Polizei lag. Offizielle Untersuchungen hat es jedoch nie gegeben, weshalb auch die genaue Anzahl der Todesopfer nicht geklärt ist. Auch der Richter Benjamín Castañeda, der unmittelbar nach der Tragödie mit der Ermittlungsarbeit beauftragt wurde, konnte die Körper der außerhalb des Stadions zu Tode Gekommenen nicht auffinden. Er ging in seinem Bericht sogar so weit zu behaupten, es seien mehr Personen durch Schüsse der Polizei als durch die Massenpanik selbst zu Tode gekommen.
Der Chef der Stadionpolizei Jorge Azambuja, der den Einsatz des Tränengases befohlen hatte, wurde sieben Jahre nach dem Unglück zu 30 Monaten Gefängnisstrafe verurteilt. Er gab später zu, die Konsequenzen des Befehls unterschätzt zu haben. 40 der 154 eingesetzten Beamten wurden vom Dienst suspendiert. Limas Polizeichef Ernesto Gómez Cornejo trat zurück, ein für den Tränengaseinsatz mitverantwortlicher Offizier nahm sich das Leben. Víctor Vásquez, der nach Aberkennung des Tores als Erster auf das Spielfeld gerannt war, wurde zu einer mehrjährigen Haftstrafe verurteilt. Während der Ausschreitungen und wegen des damit verbundenen hohen Bedarfs an Polizisten und Beamten entkamen 31 Häftlinge eines nahegelegenen Gefängnisses.
Trotz des Spielabbruchs wurde das Spiel mit dem Ergebnis von 0:1 gewertet, die übrigen Gruppenspiele wurden abgesagt. Argentinien war dadurch direkt für die Olympischen Spiele qualifiziert, während Peru in einem Entscheidungsspiel gegen Brasilien antreten musste und dieses mit 0:4 verlor.
Das Stadion wurde als Konsequenz des Unglücks für mehrere Monate gesperrt. Die Kapazität wurde von 53.000 auf 42.000 reduziert, zudem wurde die Sicherheit umgehend erhöht. Seit den 1990er Jahren fanden zahlreiche Renovierungsmaßnahmen statt. Für die Copa América 2004 wurde die Kapazität wieder leicht erhöht.